# (7151) 1971 SX3
(7151) 1971 SX3 (1971 SX3, 1971 TA1, 1986 GD1, 1990 FU3, 1991 PJ10, 1995 KF2) — астероїд головного поясу.
Тіссеранів параметр щодо Юпітера — 3.369.